# 前島郁雄
前島郁雄（まえじま いくお、1929年（昭和4年）1月11日 - 2020年（令和2年）3月9日）は、日本の地理学者・気候学者。旧・東京都立大学名誉教授。社団法人東京地学協会名誉会員、公益社団法人日本地理学会名誉会員。

## 略歴
長野県小諸市で出生。青森県青森市出身。旧制弘前高等学校理科甲類を経て、1951年に旧制東京大学理学部地理学科を卒業、1956年に東京大学理学部大学院修了。その後1966年に"Natural Seasons and Weather Singularities in Japan" 「日本の自然季節と天候特異日」により理学博士の学位を取得。
1956年より早稲田大学教育学部助手となり、1958年より講師、1962年より助教授。1963年より旧・東京都立大学理学部にて助教授となり、1977年より教授、1989年より理学部長、大学院理学研究科長を務めた。1991年より日本大学文理学部・大学院理工学研究科教授となり、1999年に定年退職した。

## 研究

### 自然季節区分
天候特異日に着目して、日本の自然季節区分を行った。

### 日本の気候区分
Maejima (1967)にて、降水量の急激な増減に着目して、日本の気候区分の分類を行った。降水の原因と降水量が多い季節に着目した成因的気候区分であり、降水量が最大となる季節が梅雨、秋霖、冬のどれに該当するかに対応して降水区を設定し、梅雨の発現状況の明瞭さ、秋霖の発現時期も踏まえて、日本を9気候区に分類した。

### 歴史時代の気候復元
古文書を用いて、歴史時代の気候の復元を行った。